# Симеон Сиин
Симеон Костов Кръстев Сиин с псевдоним Крумски е български революционер, деец на Вътрешната македоно-одринска революционна организация.

## Биография
Роден е на 12 май стар стил 1863 година в костурското село Мокрени, тогава в Османската империя, днес Варико, Гърция. Брат е на Никола Сиин. Учи до IV отделение в родното си село на гръцки език. Като дете заминава с баща си Коста за Варна, България, където се занимават с търговия с плодове и зеленчуци. След три години Коста се връща в Мокрени и бизнесът е поет от Симеон. След пет години Симеон напуска Варна, връща се в Мокрени и се жени. След година отново заминава за Варна, където със съдружник развива бизнес с лозя и дюкяни.
Повикан е войник и служи в Осми пехотен приморски полк. След два месеца бяга от войската с кораб за Цариград, където се установява на работа, а имотите са продадени от съдружника му. В 1888 – 1889 година в Цариград влиза в революционен комитет. Заминава за Солун, където държи лавка в двора на турска казарма. Арестуван е по подозрения в революционна дейност. Освободен е, но му е забранено до държи магазина си и той заминава за Мокрени.
След две година заминава за Кавала, където със съдружник се занимава с млекарство и гостилничарство и натрупва доста пари. Купува къщи в центъра на града и строи нови. Получава добро име пред властите и защитава пред тях нуждаещите се от помощ българи в града.
Влиза във ВМОРО в 1895 година. В Кавала създава комитет на организацията и покръства над 150 българи от града и околните села, предимно градинари, тютюневи работници и зидари от Костурско и особено от Нестрам. Поддържа връзки с ръководителя на Серския революционен окръг Яне Сандански. При връщанията си в Мокрени също развива революционна дейност. В 1900 година, заподозрян в революционна дейност, на път за Мокрени е арестуван в Солун и държан няколко месеца в затвора. Взима активно участие в подготовката на въстание през 1901 - 1902 година като секретар-касиер на Мокренския район, включващ Мокрени, Клисура и Лехово от Костурско и Рудник, Ракита, Конуй, Палеор, Дебрец, Емборе и Лъка от Кайлярско.
По време на Илинденско-Преображенското въстание е началник на Мокренския център и, като началник на Мокренската чета от над 100 души, участва в сражението на Свети Илия над Мокрени на 22 юли, където четата дава 8 убити, и в превземането на Клисура. При Врабчинското езеро четата му се сражава цял ден с османски части, подкрепени с артилерия, като 22 души убити срещу 40 османци. Участва и в превземането на Невеска, в сражението над село Котори, в което е контузен.
След разгрома на въстанието, обикаля из планините с хора от Мокренската чета и в късната есен заедно с войводите Христо Настев, Никола Андреев, Михаил Чеков и Иван Попов минава гръцката граница и от Атина с параход пристига във Варна. Работи една-две години и успява да отвори малка гостилничка. В 1909 година получава парализа.
Умира на 20 февруари 1929 година.
На 9 март 1943 година, като жителка на Варна, вдовицата му Парашкева, 70-годишна, родом от Мокрени, подава молба за българска народна пенсия, която е одобрена и пенсията е отпусната от Министерския съвет на Царство България. Техен син е българският комунистически деец Анастас Симеонов.